# Place de la Bastille
Place de la Bastille  è una piazza di Parigi, luogo simbolo della rivoluzione francese, dove sorgeva l'omonima fortezza assalita il 14 luglio 1789.
La piazza si trova a cavallo di 3 arrondissement: il IV, l'XI e il XII.
Al centro sorge la Colonne de Juillet, come ricordo della Rivoluzione di luglio del 1830. Inoltre, si trovano qui anche l'Opéra Bastille, la fermata della metropolitana Bastille e il bacino dell'Arsenal, sezione del Canal Saint-Martin.
La piazza ospita inoltre concerti e altri eventi culturali; nell'area nord-est si trovano numerosi bar, night club e auditorium.
Per il profondo significato storico, la piazza è un luogo di ritrovo per le manifestazioni di carattere politico.

## Storia

### La Bastiglia

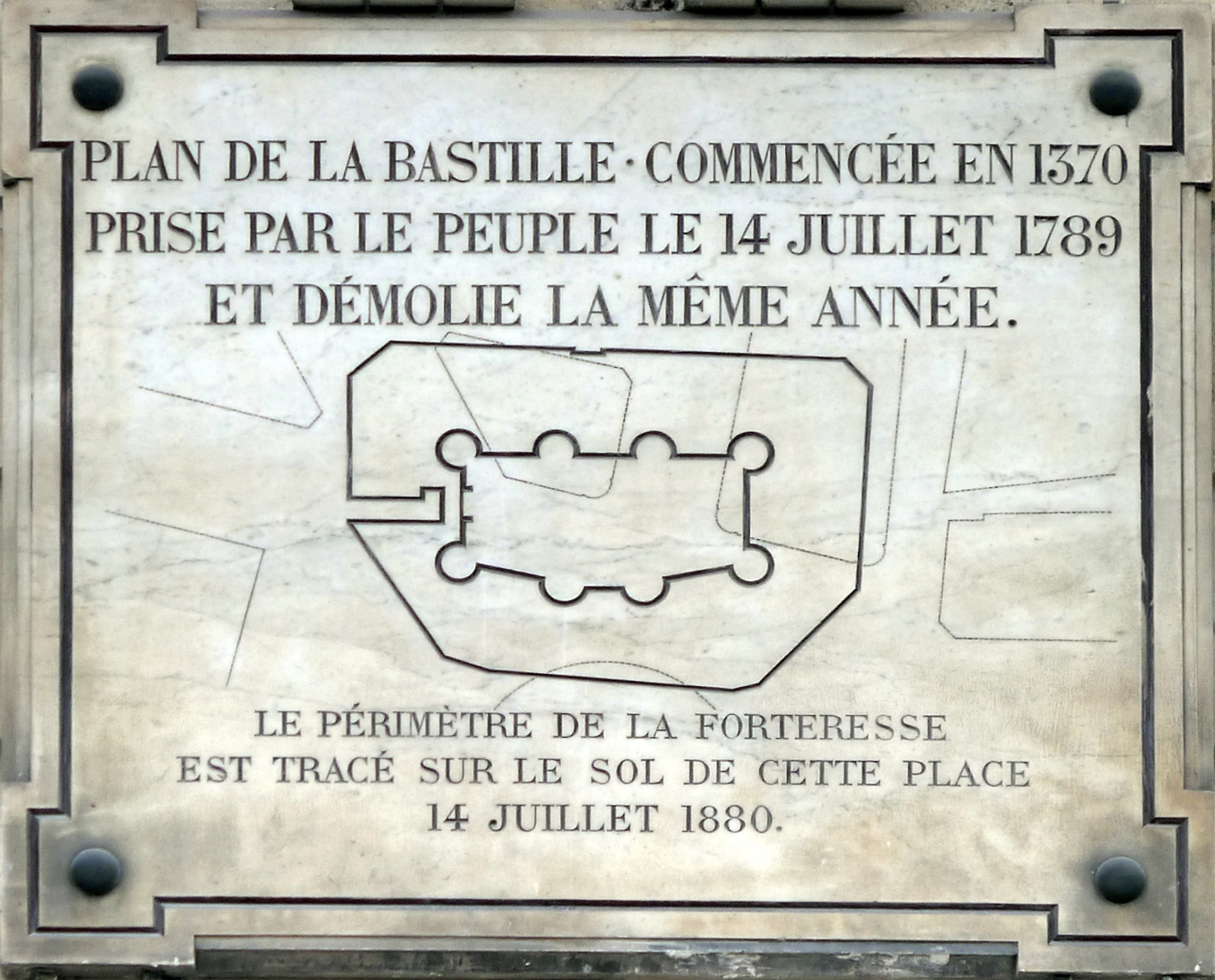
Targa indicante la posizione della fortezza rispetto all'attuale piazza.

La Bastiglia fu costruita fra il 1370 e il 1383, durante il regno di Carlo V, per rinforzare le difese della città, e convertita in prigione nel XVII secolo dal cardinale Richelieu, primo ministro di Luigi XIII. La prigione divenne tristemente nota per ospitare le vittime delle lettres de cachet. La Bastiglia fu assaltata il 14 luglio 1789 dalla popolazione di Faubourg Saint-Antoine, in quello che viene comunemente considerato l'inizio della Rivoluzione francese.

### Luogo di danza
Il 14 luglio 1790, l'imprenditore Pierre-François Palloy organizzò una festa in parallelo alla Fête de la Fédération: piantò accanto alle rovine una tenda con su scritto «ici on danse» («qui si danza»); si trattò del primo ballo del 14 luglio, che rimane tutt'oggi come tradizione di questo giorno. La tenda è visibile anche su un dipinto, situato al Museo Carnavalet, di Henri-Joseph Van Blarenberghe, artista che dipinse anche altre fasi della presa della Bastiglia.
Il 16 giugno 1792 fu deciso di trasformare l'area dove sorgeva la Bastiglia in una piazza simbolo della libertà e di erigere una colonna al suo centro. La prima pietra fu posata dallo stesso Palloy, ma i lavori non furono mai completati; fu invece costruita una fontana nel 1793.

### La ghigliottina
Una ghigliottina rimase dal 9 al 14 giugno 1794 in questa piazza, denominata place Antoine e ormai libera dai resti della fortezza. I cittadini chiesero che la ghigliottina fosse spostata in place du Trône-Renversé, oggi nota come Place de la Nation. Nei pochi giorni di attività, furono ghigliottinate qui 75 persone.

### L'elefante della Bastiglia

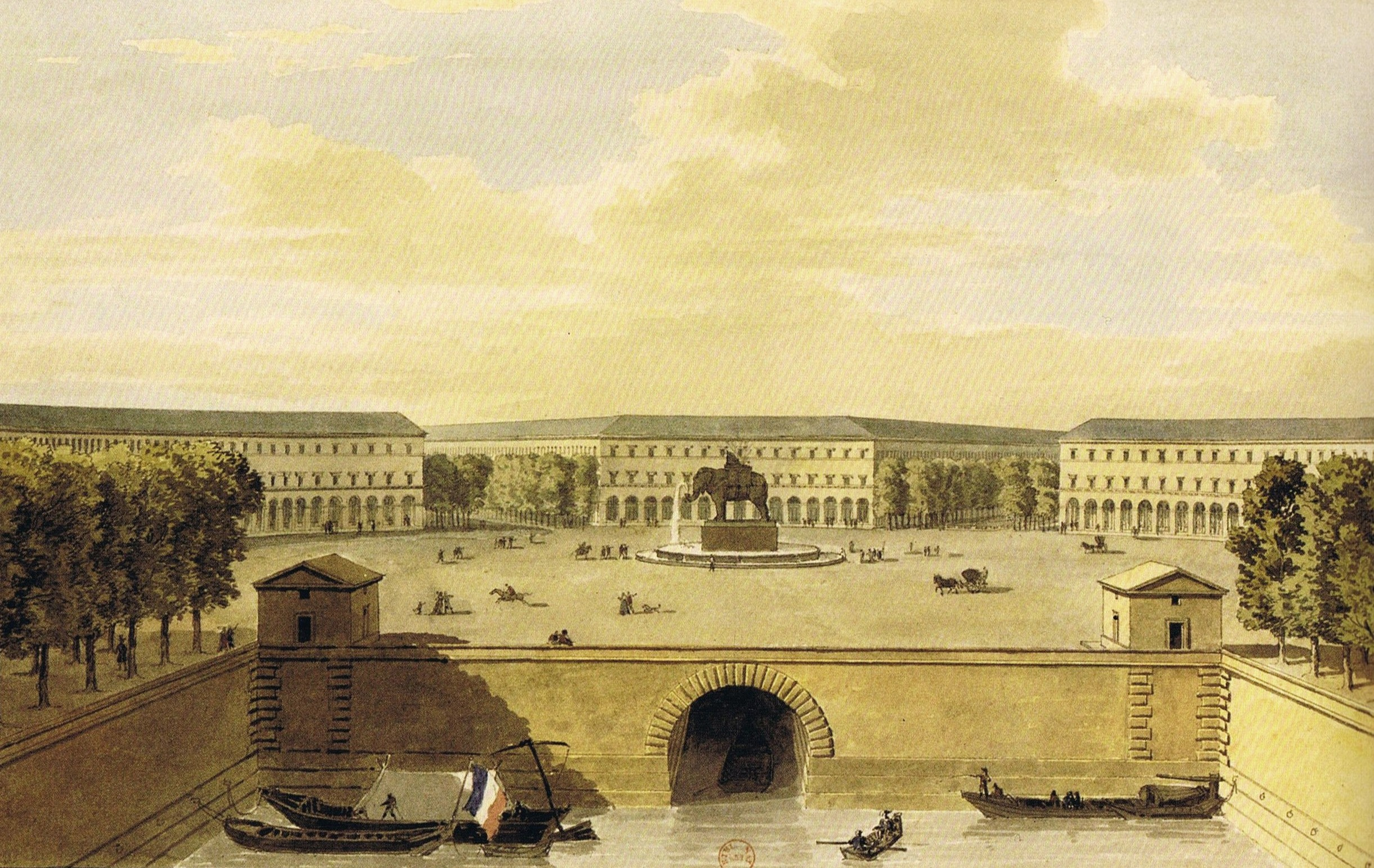
Il progetto iniziale per la piazza con al centro l'elefante.

Napoleone, nell'ambito dei suoi progetti di miglioramento urbano della città, pianificò nel 1808 la costruzione di un monumento a forma di elefante che avrebbe dovuto essere il corrispondente ad est dell'Arco di Trionfo, costruito ad ovest. Il monumento avrebbe dovuto essere alto 24 metri e costruito con il bronzo delle palle di cannone provenienti dalla Spagna. L'architetto Jean-Antoine Alavoine iniziò i lavori nel 1833, ma fu posizionato solo un modello in gesso a grandezza naturale. La memoria di questo monumento ci è stata tramandata da Victor Hugo, che lo inserì nel suo romanzo I miserabili. Il monumento fu abbattuto nel 1846, e ne rimase solo la base circolare.

### LaColonne de Juillet
Nel 1830, Luigi Filippo decise la costruzione della Colonne de Juillet, originariamente prevista nel 1792, ma questa volta con lo scopo di commemorare la Rivoluzione di luglio. La colonna fu inaugurata nel 1840.

### Le Arene nazionali

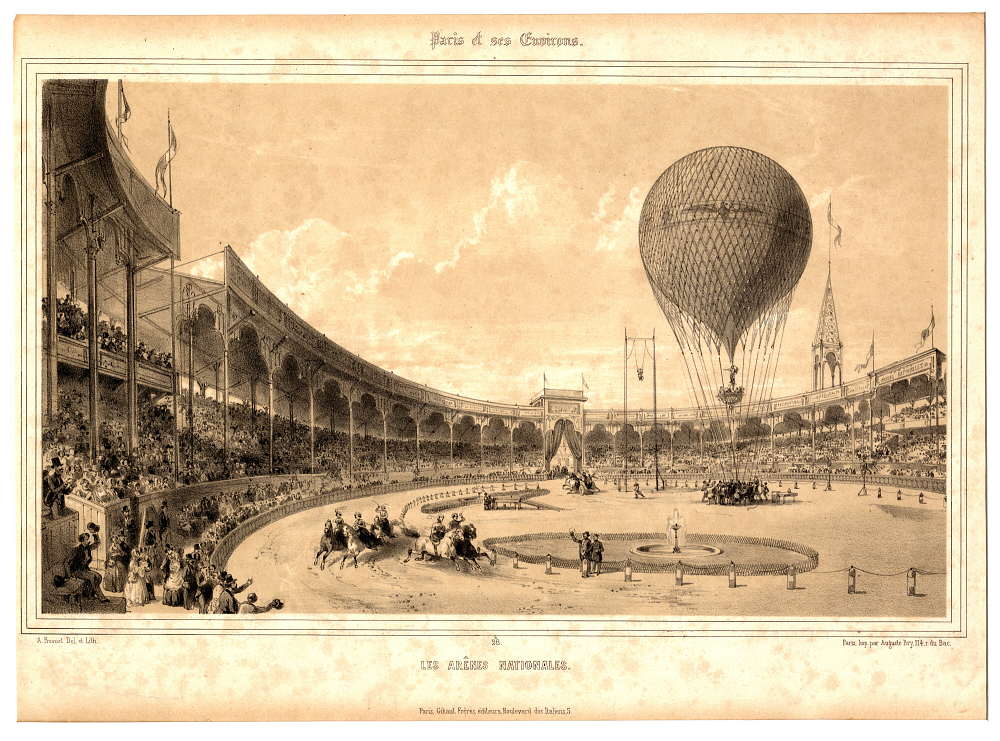
Le Arene nazionali.

Place de la Bastille costituiva l'ingresso delle Arènes nationales, sede di spettacoli all'aperto inaugurata il 1º luglio 1851. 
Il corteo carnevalesco del Bœuf Gras fece il suo ingresso il lunedì grasso 23 febbraio 1852. 
L'attività delle Arènes nationales fu breve: nel 1854 il terreno fu venduto per costruirvi nuovi edifici.

### LaGare de la Bastille

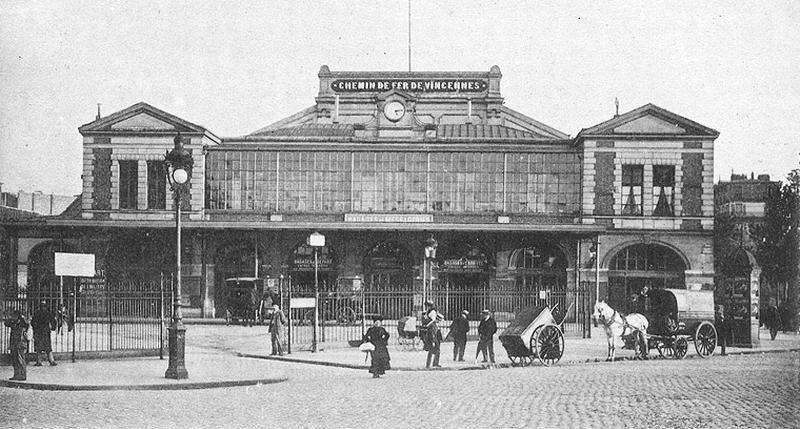
La gare de la Bastille all'inizio del XX secolo.

Gare de la Bastille è stata una stazione ferroviaria di Parigi, funzionante fra il 1859 e il 1969. Era il capolinea della tratta che collega Parigi a Verneuil-l'Étang.
Al termine dell'attività ferroviaria, l'edificio viaggiatori della stazione ha ospitato diverse mostre d'arte fino al 1984, anno in cui è stato demolito per permettere la costruzione dell'opéra Bastille.

### I combattimenti del 1871

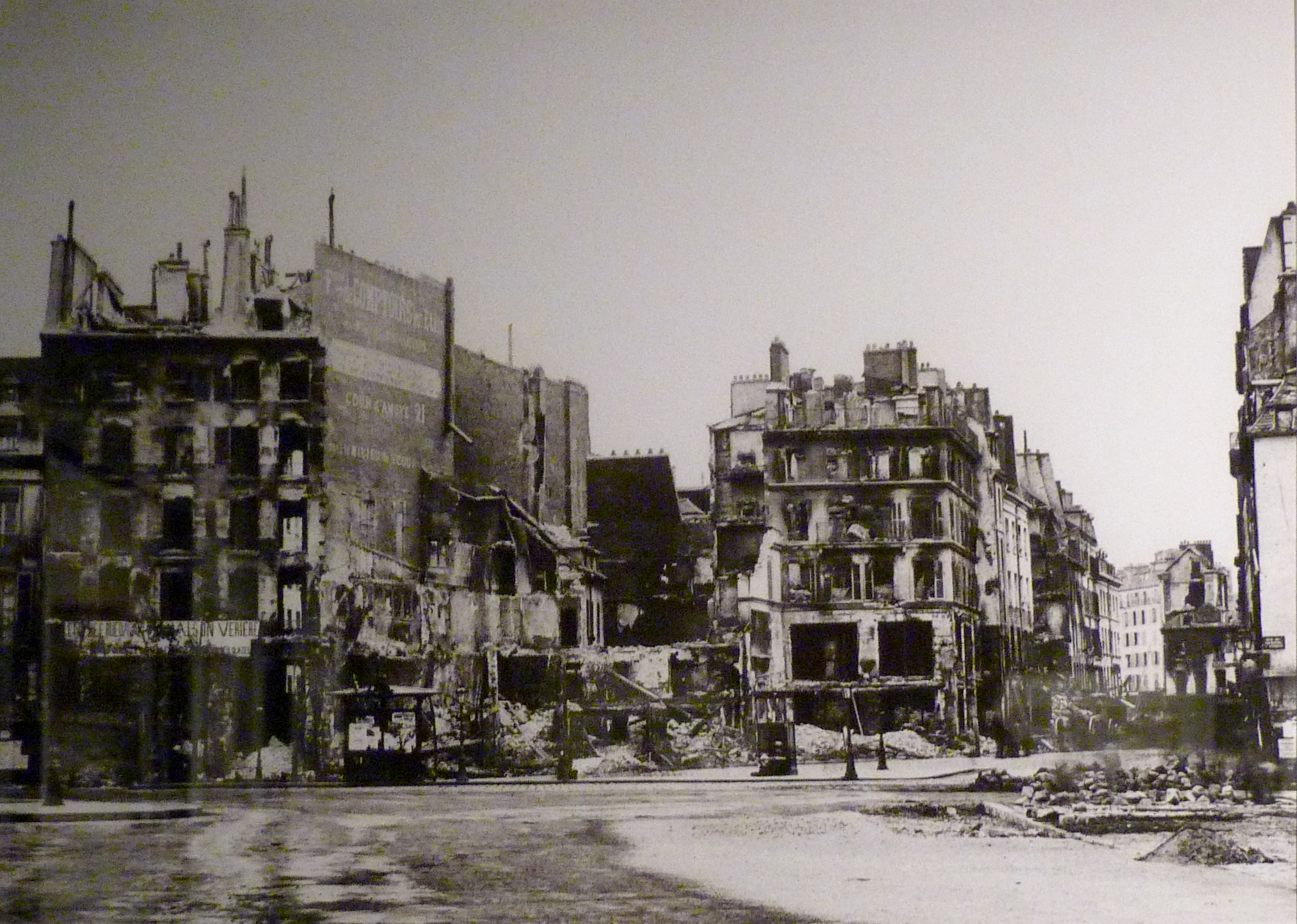
Place de la Bastille nel 1871.

Durante l'insurrezione della Comune del 1871, il 24 maggio i comunardi tentarono di distruggere la Colonna di luglio, così come avevano fatto 8 giorni prima con la colonna Vendôme. Tentarono l'impresa con una chiatta piena di petrolio proveniente dal Canal Saint-Martin, la quale sprigionò fiamme alte fino a 50 metri che arrivarono a lambire la sommità della colonna. Bersagliarono inoltre la colonna di proiettili, ma nonostante tutto essa rimase intatta.

## Monumenti e siti d'interesse

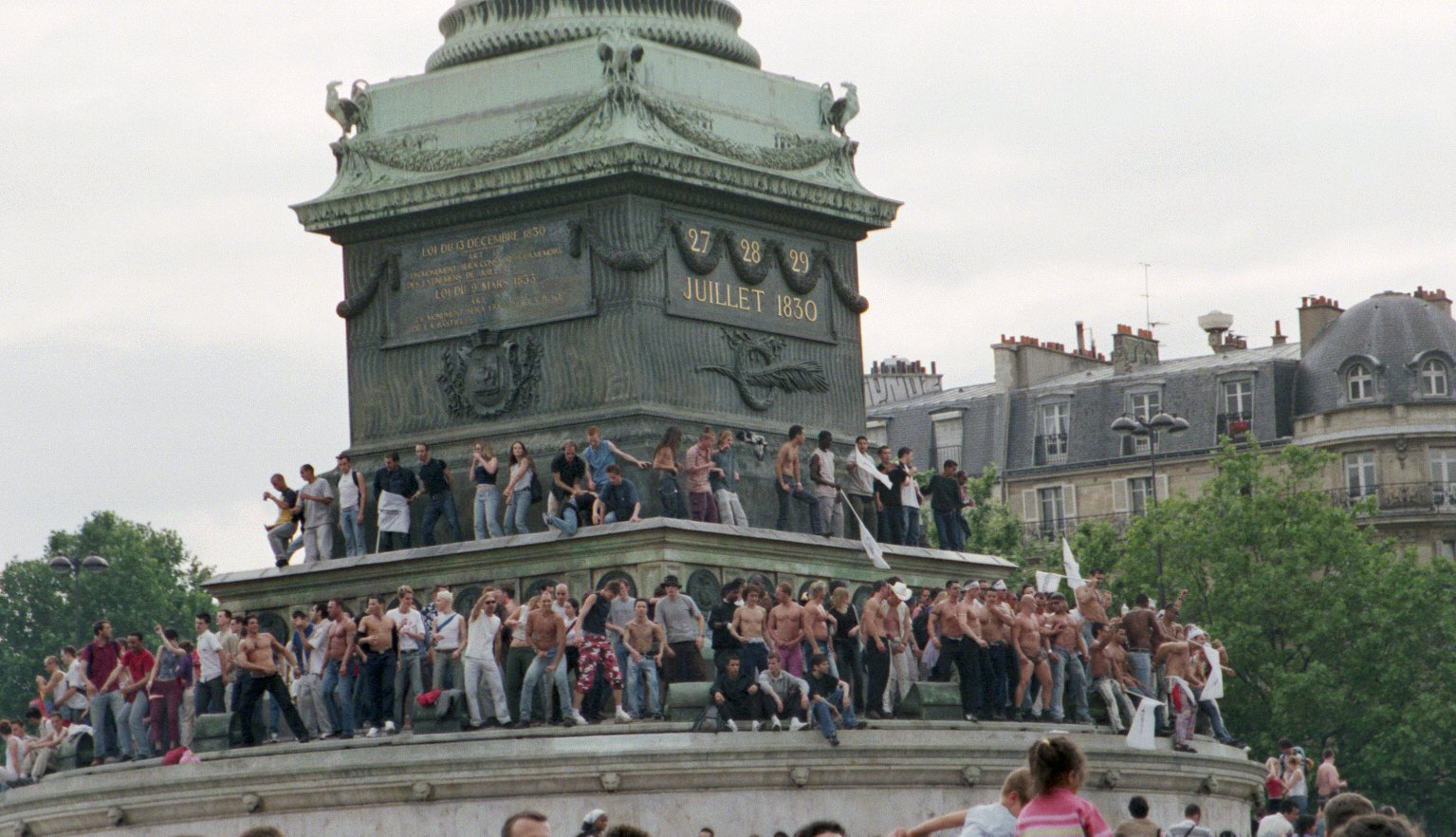
La Colonna di luglio durante una manifestazione del Gay Pride

- La Colonna di luglio, costruita tra il 1833 e il 1840;
- L'Opéra Bastille;
- Il Bassin de l'Arsenal;
- La stazione della metro Bastille, dove si trovano dei resti delle fondamenta della prigione;
- Il perimetro della Bastiglia, impresso sulla pavimentazione della piazza.

## Attività e manifestazioni
Place de la Bastille ospita regolarmente diverse fiere, concerti e mercati. Durante la Terza Repubblica francese, nell'ufficializzazione della Festa nazionale francese, la piazza diviene sede di manifestazioni repubblicane.
Ha inoltre ospitato alcune importanti manifestazioni politiche, fra cui quella del Mouvement de l'École libre nel 1984 e quella organizzata dal candidato alle elezioni presidenziali Jean-Luc Mélenchon il 18 marzo 2012, data in cui si ricorda l'inizio della Comune del 1871. Sempre in questa piazza si è celebrata la vittoria alle elezioni dei candidati socialisti, fra cui quella di François Mitterrand nel 1981 e di François Hollande nel 2012.
La piazza è anche il tradizionale luogo di ritrovo della manifestazione attuale del Gay pride dal 1980 e in particolare dalla metà degli Anni 1990, con picchi di affluenza fra le 200.000 e le 700.000 persone.